# Il ragazzo che diventò giallo
Il ragazzo che diventò giallo (The Boy Who Turned Yellow) è un mediometraggio del 1972 diretto da Michael Powell.